# Luigi Arienti
Luigi Arienti (Desio, 6 de janeiro de 1937 – Desio, 7 de fevereiro de 2024) foi um ciclista italiano. Nos Jogos Olímpicos de Roma 1960, ele e seus companheiros Marino Vigna, Mario Vallotto e Franco Testa conquistaram uma medalha de ouro olímpico na perseguição por equipes, com um tempo de 4:30.90.
Arienti foi um dos melhores ciclistas amadores italianos em 1960 e foi qualificado para os Jogos Olímpicos. Após os Jogos Olímpicos, Arienti tornou-se profissional, centrando-se sobre provas de pista e corrida de seis dias. No ano de 1992, ele encerrou sua carreira.

## Morte
Arienti morreu no dia 7 de fevereiro de 2024, aos 87 anos.